# Corrado Pardini
 (septembre 2023).
Si vous disposez d'ouvrages ou d'articles de référence ou si vous connaissez des sites web de qualité traitant du thème abordé ici, merci de compléter l'article en donnant les références utiles à sa vérifiabilité et en les liant à la section « Notes et références ».
Pour les articles homonymes, voir Pardini.
Corrado Pardini, né le 19 juin 1965 à Berne, originaire de Fahrni, est une personnalité politique suisse, membre du Parti socialiste suisse et un syndicaliste, membre de Unia.

## Biographie
Corrado Pardini est né et grandit à Berne. Il travaille actuellement à Bienne et vit à Lyss avec sa femme Marion Pardini-Ochsenbein, et ses deux enfants. Après un apprentissage professionnel de quatre ans en tant que mécanicien régleur, il étudie au gymnase économique de Berne de 1985 à 1987.

## Syndicalisme
En 1987, il devient secrétaire du syndicat de la construction et de l'industrie à Lyss. En 1996, il reprend la même fonction à Bienne et devient responsable de la région Bienne-Seeland.
Après la fusion des syndicats SMUV et VHTL, il devient secrétaire régional du grand syndicat Unia. En marge de son activité professionnelle, il obtient un diplôme en management des organisations non-lucrative de l'Institut de management des associations de l'Université de Fribourg.
En 2005, il reprend le secteur chimie et pharmaceutique d'Unia. Depuis le congrès syndicale de 2008, Corrado Pardini est membre de la direction d'Unia est responsable du secteur industrie.
Lors de son retrait du poste de secrétaire régional de la section Bienne-Seeland, Pardini publie, avec plusieurs auteurs, un livre, bilan de son travail, Le syndicalisme à l'heure des défis et au quotidien.

## Politique
Corrado Pardini est membre au Grand Conseil du canton de Berne du 1er juin 2002 au 15 décembre 2011. Depuis le 30 mai 2011, il est membre du Conseil national - il prend la place du démissionnaire André Daguet, également syndicaliste d'Unia. Lors des élections fédérales de 2011, il est réélu. Il est membre de la Commissions de l'économie et des redevances CER.